# 991
991(구백구십일)은 990보다 크고 992보다 작은 자연수다.

## 수학
- 167번째 소수(素數)다. 앞의 소수는 983, 다음 소수는 997이다.
  - 39번째 슈퍼 소수로, 991의 소수 순번인 167도 소수다. 앞의 슈퍼 소수는 967, 다음은 1031이다.
- {\displaystyle 991=191+193+197+199+211}
  - 연속하는 소수(素數) 5개의 합으로 나타낼 수 있으며, 이 성질을 지닌 앞의 수는 961, 다음 수는 1023이다.
- {\displaystyle 991=127+131+137+139+149+151+157}
  - 연속하는 소수(素數) 7개의 합으로 나타낼 수 있으며, 이 성질을 지닌 앞의 수는 947, 다음 수는 1027이다.
- {\displaystyle 18^{9}-1}은 991로 나누어떨어진다.

## 과학
- NGC 991(영어판): 고래자리 방향에 있는 중간나선은하.

## 교통
- 아시아나항공 991편 추락 사고

## 군사
- U-991(영어판): 제2차 세계 대전에 사용된 나치 독일의 군용 잠수함.

## 문화유산
- 대한민국의 보물 제991호: 문경 대승사 금동관음보살좌상

## 방송
- 지니 TV의 카툰네트워크 채널 번호.
- B tv의 E채널 채널 번호.
- LG헬로비전의 채널U 채널 번호.

## 기타
- 연도: 991년, 기원전 991년